# Pelayo (cuirassé)
Pour les articles homonymes, voir Pelayo (homonymie).
Le Pelayo  était un cuirassé Pré-dreadnought unique de la Marine espagnole. 